# Emerson Records

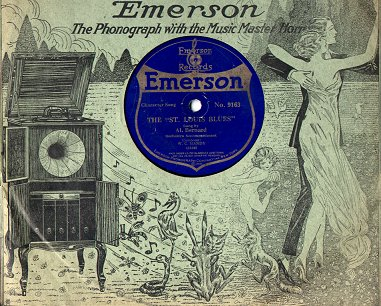
Plattenhülle von Emerson

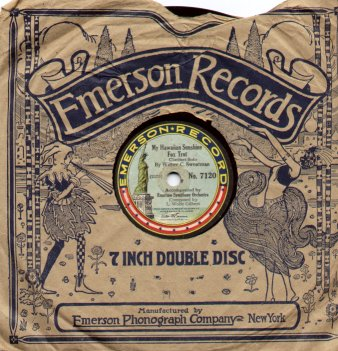
Frühe 7-inch-Schallplatte von Wilbur Sweatman bei Emerson in ihrer Original-Papierhülle.

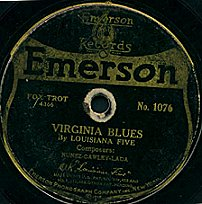
Schallplatte der Louisiana Five bei Emerson von 1919

Emerson Records war ein  US-amerikanisches Plattenlabel der 1910er und 1920er Jahre.
Emerson Records bestand von 1916 bis 1928; es produzierte in den 1910er und den frühen 1920er Jahren Schellackplatten von hoher Klangqualität, während die Klangtreue späterer Produktionen nachließ. Emerson wurde von  Victor H. Emerson gegründet, der in den 1890er Jahren bei Columbia Records tätig gewesen war. 1916 begann er in seiner Plattenfirma mit der Herstellung von 7-inch-Schallplatten, die für 25 Cents verkauft wurden; die kleineren 5½-inch-Platten für 10 Cents pro Stück. Das Repertoire der Anfangsjahre umfasste populäre Musik, Tanzmusik, und patriotische Märsche, die zumeist von kleineren Ensembles mit unbekannten Musikern aus New York City eingespielt wurden. Diese wurde als „Emerson Orchestra“ oder auch gelegentlich hochtrabend als „The Emerson Symphony Orchestra“ bezeichnet. Im Januar 1918 ergänzte Emerson das Programm mit einer Reihe von 9-inch-Schallplatten, die für 75 Cents gehandelt wurden. Nach Ende des Ersten Weltkrieges begann Emerson sein Geschäft auszuweiten und veröffentlichte ab 1919 eine Reihe von Schallplatten auf dem inzwischen üblichen Industriestandard der 10-inch-Schallplatten, die für 85 Cents und im folgenden Jahr für einen Dollar verkauft wurden.
Im Jahr 1919 erschien erstmals eine Reihe von 12-inch-Schallplatten, meist Musik mit europäischer klassischer Musik, zum Preis von US$ 1.25. In dieser Zeit erhielten populäre Künstler wie Arthur Fields, Wilbur Sweatman, Eddie Cantor, die Six Brown Brothers und die Louisiana Five Plattenverträge. Bald darauf nahmen auch Künstler aus den Bereichen Jazz und Blues wie Lizzie Miles, Noble Sissle/Eubie Blake, Fletcher Henderson und die Original Memphis Five für Emerson auf.
Weitere damals bekannte Musiker des Labels waren Ben Selvin, John W. Myers, Henry Burr and The Peerless Quartet, Billy Golden, Collins & Harlan, Sally Hamlin, Dan Quinn, Sam Ash, Vernon Dalhart, Van & Schenk, Ada Jones und Homer Rodeheaver.
Im Mai 1920 eröffnete Emerson ein zweites Aufnahmestudio in Los Angeles; jedoch überforderte Emersons Expansion des Geschäfts die Finanzen des Unternehmens und zwangen ihn 1921 in den Konkurs. Im Mai 1922 wurde die Firma von den Investoren Benjamin Abrams und Rudolph Kararek für US $50.000 erworben und mit einer Kapitalaufstockung von weiteren US$ 200.000 versehen, um das Geschäft zu beleben. Die Schallplatten von Emerson wurden darauf für 50 Cents pro Exemplar angeboten. 1924 verkauften die Investoren das Unternehmen an die Scranton Button Company in Scranton (Pennsylvania). Um diese Zeit ersetzten elektrische Mikrophone die bisherige mechanische Aufnahmetechnik und Emerson wechselte 1926 zu dieser neuen Technik. Scranton Button Co. hielten die Produktion von neuen Schallplatten von Emerson bis 1928 aufrecht; danach behielt die Firma die Namensrechte und bot eine Produktreihe von Emerson Radios an.
Das Unternehmen veröffentlichte auch sogenannte „Race Records“ für den Markt der afroamerikanischen Bevölkerung.